# Бре (Меза)
Бре (фр. Breux) насеље је и општина у североисточној Француској у региону Лорена, у департману Меза која припада префектури Верден.
По подацима из 2011. године у општини је живело 262 становника, а густина насељености је износила 20,17 становника/km². Општина се простире на површини од 12,99 km². Налази се на средњој надморској висини од 426 метара (максималној 321 m, а минималној 203 m).

## Демографија
| 1962. | 1968. | 1975. | 1982. | 1990. | 1999. | 2011. |
| ----- | ----- | ----- | ----- | ----- | ----- | ----- |
| 232   | 250   | 193   | 163   | 160   | 178   | 262   |

График промене броја становника у току последњих година